# Cryptocypraea
Cryptocypraea is een geslacht van weekdieren uit de klasse van de Gastropoda (slakken).

## Soort
- Cryptocypraea dillwyni (F. Schilder, 1922)